# Chinaza Amadi
Chinazom Doris Amadi (sinh ngày 12 tháng 9 năm 1987) là một vận động viên nhảy xa người Nigeria.
Cô đã giành huy chương đồng tại Giải vô địch châu Phi năm 2006. Tại Đại hội Thể thao toàn châu Phi năm 2007, cô về thứ tư, thiếu huy chương đồng với khoảng cách 2 centimet. Tại Giải vô địch châu Phi 2008, cô đã giành huy chương bạc.
Cú nhảy tốt nhất của cô ấy là 6,43 mét, đạt được vào tháng 5 năm 2007 tại Lagos.
Cô là người giành huy chương vàng trong môn nhảy xa tại Đại hội thể thao châu Phi 2015, nhưng đã bị tước danh hiệu này sau khi thất bại trong cuộc thử nghiệm ma túy đối với methenolone. Cô đã bị cấm trong bốn năm, cho đến ngày 15 tháng 9 năm 2019.